# Dominique Perrault
Dominique Perrault (Clermont-Ferrand, 9 de abril de 1953) é um arquitecto e urbanista francês. Criou o seu próprio atelier, sediado em Paris, em 1981.

## Biografia
Desempenhando um papel activo no panorama da arquitectura contemporânea,  o arquitecto Dominique Perrault é também professor na Escola Politécnica Federal de Lausanne, dá conferências em França e no estrangeiro e é membro do Conselho Científico do Atelier Internacional do "Grand Paris" desde 2012. Após ter ganho o concurso da Biblioteca Nacional de França em 1989, o arquitecto ganhou reconhecimento internacional . Dominique Perrault é o autor do Velódromo e Piscina Olímpica de Berlim, da extensão do Tribunal de Justiça da União Europeia em Luxemburgo, do Centro Olímpico de Ténis em Madrid, da Universidade Feminina EWHA em Seul e ainda da Torre Fukoku em Osaka.
A sua obra está exposta nos maiores museus do mundo. O Centro George Pompidou em Paris organizou uma exposição monográfica sobre o seu trabalho em 2008. Dominique Perrault foi também designado Comissário do Pavilhão Francês da Secção de Arquitectura da Bienal de Veneza de 2010. Paralelamente, conduz importantes operações de reabilitação de património entre elas o prestigiado hipódromo de Longchamp em Paris, o pavilhão Dufour no Palácio de Versailles e o edifício dos Correios Centrais do Louvre em Paris. Na Primavera de 2014 Dominique Perrault inaugurou a torre mais alta de Viena, ícone do novo bairro de negócios da capital Austríaca, assim como o Grande Teatro de Cordeliers em Albi, França.
Em 2015 recebe o Prémio "Praemium Imperiale" na categoria de Arquitectura.

## Obra

Edificio Industrial "Hôtel industrial Berlier" (1986-1990)

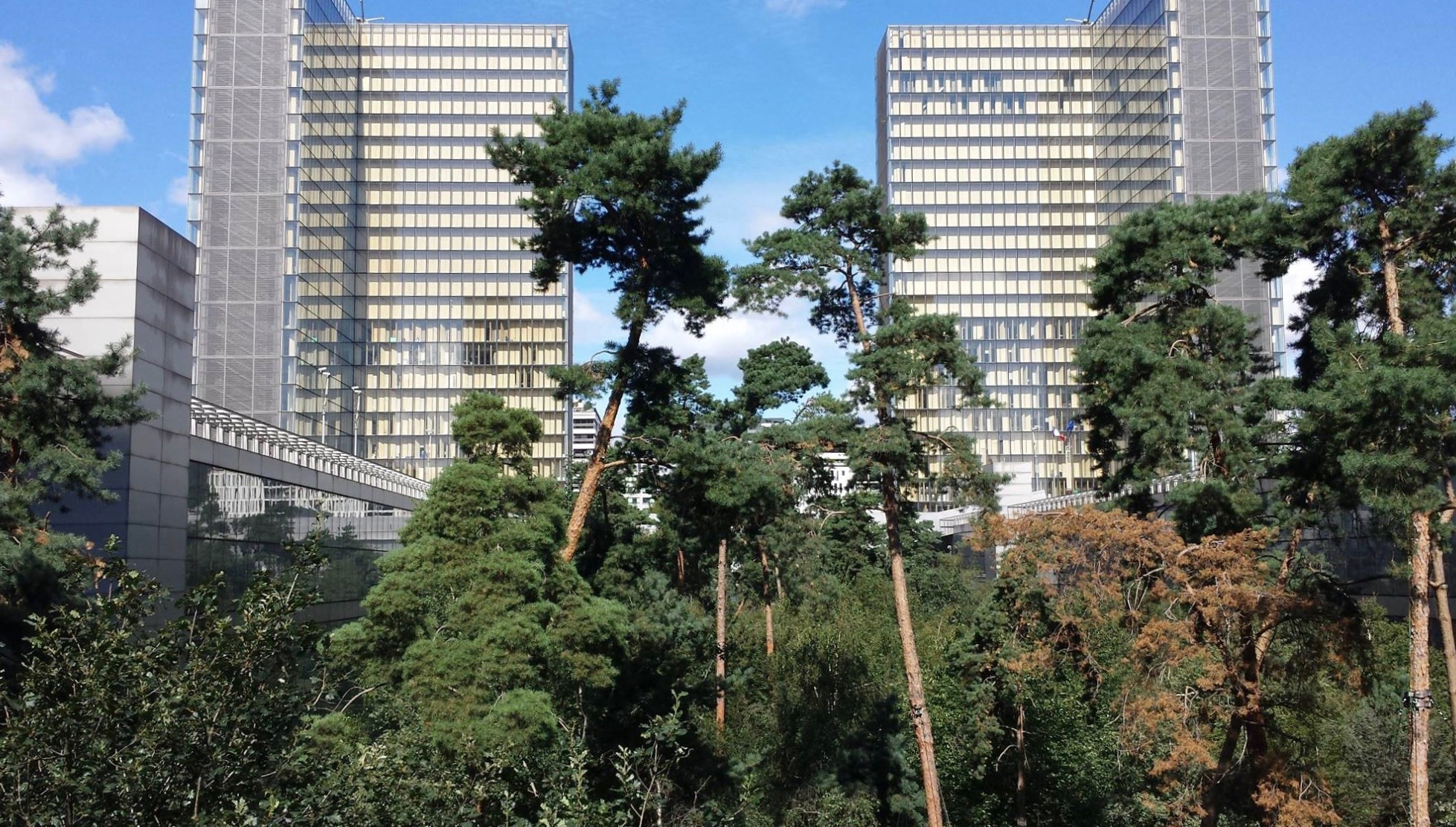
Biblioteca Nacional de França (1989-1995)

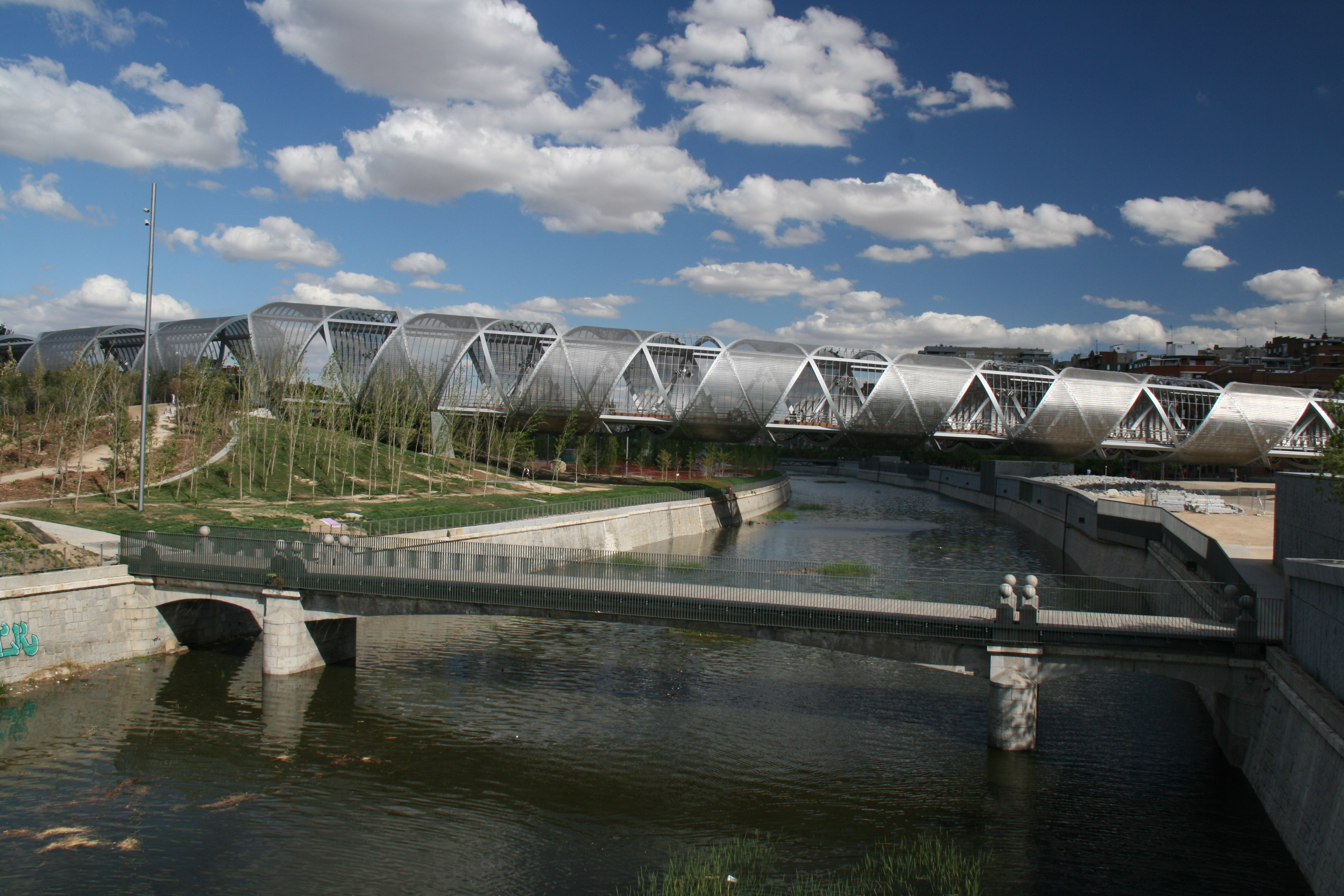
Ponte pedonal de Arganzuela, Madrid (2005-2011)

- 1981-1983: Fábrica Someloir, Châteaudun, França
- 1983-1986: Edifício de habitação «Les Caps Horniers», Rezé-lès-Nantes, França
- 1984-1987: ESIEE - Escola Superior de Engenharia Electrónica e Electrotécnica, Marne-la-Vallée, França
- 1986-1990: Edifício Industrial "Hôtel Industriel Jean-Baptiste Berlier", Paris, França
- 1987-1993: Estação de Tratamento de Aguas de Paris, para a SAGEP, Ivry-sur-Seine, França
- 1988-1991: Centro de conferências Usinor-Sacilor, Saint-Germain-en-Laye, França
- 1988-1991: Edifício de habitação «Le Louis Lumière», Saint-Quentin-en-Yvelines, França
- 1988-1994: Sede do Departamento da Meuse, Bar-le-Duc, França
- 1989-1993: Arquivos departamentais da Mayenne, Laval, França
- 1989-1995: Biblioteca Nacional de França, Paris, França
- 1991: Galeria Denise René, Paris, França
- 1992-1999: Velódromo e piscina olímpica, Berlim, Alemanha
- 1993-1995: Centro Técnico do Livro, Bussy Saint-Georges, França
- 1995-1997: Grande estufa da Cidade das Ciências e da Industria, Paris, França
- 1996-2004: Câmara Municipal, escritórios, comercio e hotel, Innsbruck, Áustria
- 1996-2008: Tribunal de Justiça da União Europeia, extensão, Luxemburgo
- 1997-1999: Fábrica APLIX, Unidade de fabrico industrial, Le Cellier, Nantes, França
- 1997-2001: Mediateca Lucie Aubrac, Vénissieux, França
- 1998-2007: Complexo desportivo de Montigalà, Badalona, Barcelona, Espanha
- 1999-2003: Três supermercados para o grupo MPREIS, Wattens, Zirl, Áustria
- 1999-2004: Praça Gramsci, Cinisello Balsamo, Milão, Itália
- 1999-2008: Hotel ME Barcelona, Barcelona, Espanha
- 1999-2009: Edifício de escritórios para Hines, Barcelona, Espanha
- 2000-2002: Parque de estacionamento Emile Durkheim, Paris, França
- 2001- 2004: Fábrica GKD-USA, Cambridge, Maryland, Estados Unidos
- 2002-2005: Café Lichtblick, Terraço da Camara Municipal, Innsbruck, Áustria
- 2002-2009: Caja Mágica, Centro Olímpico de Ténis, Parque dos Manzanares, Madrid, Espanha
- 2004: Urbanização de  Friedrich-Ebert-Platz, Düren, Alemanha
- 2004-2006: Teatro Nô, Niigata, Japão
- 2004-2007: Reabilitação de uma fábrica para o atelier Dominique Perrault Architecture, Paris, França
- 2004-2008: Universidade feminina EWHA, Seul, Coreia do Sul
- 2004-2014: DC torre1, Donau City, Viena, Áustria
- 2005-2009: Edifício de escritórios, Boulogne Billancourt, França
- 2005-2008: Pavilhão de Priory Park, Reigate, Reino Unido
- 2005-2009: Centro da comunidade, Perpignan, França
- 2005-2012: Habitação, escritórios e comercio Zac Euralille 2, Lille, França
- 2006-2009: Edifício de escritórios Onix, Lille, França
- 2006-2009: Hotel NH-fieramilano, 4 estrelas, Milão, Itália
- 2006-2010: Torre Fukoku, Osaka, Japão
- 2006-2012: Pavilhão de Desporto de Rouen, França
- 2007-2010: Fachadas para o Krisztina Palace, Budapeste, Hungria
- 2007-2011: Edifício de habitação e escritórios «La Liberté», Groningen, Holanda
- 2008-2011: Ponte pedonal de Arganzuela, Madrid, Espanha
- 2009: Reabilitação dos escritórios Sammode, Paris, França
- 2009-2011: Complexo residencial, Ilha de Jeju, Coreia do Sul
- 2009-2014: Grande Teatro de Albi, França
- 2011: Instalação «Open Box» Bienal de Gwangju, Coreia do Sul
- 2011-2013: BnF MK2 – Novo acesso da  Biblioteca Nacional de França François Mitterrand, Paris, França
- 2011-2013: Escola Politécnica Federal de Lausanne. Reabilitação / ampliação da Antiga Biblioteca (BI), Lausanne, Suíça

## Projectos em desenvolvimento
- 2013-2023: Estação de Villejuif IGR / Grand Paris Express, França
- 2013-2018: Edifícios Multiúsos, Zurique, Suíça
- 2012-2018: Reabilitação do edifício dos Correios Centrais do Louvre, Paris, França
- 2009-2018: Novo quarteirão da Gare de Locarno, Suíça
- 2005-2018: Palácio de Congressos e Exposições, Leon, Espanha
- 2011-2017: Reabilitação do hipódromo de Longchamp, Paris, França
- 2011-2016: Reabilitação e extensão do edifício ME, Escola Politécnica Federal de Lausanne, Lausanne, Suíça
- 2004-2016: Praça Garibaldi, Nápoles, Itália
- 2004-2016: Torres DC, Viena, Áustria
- 2012-2015: Torre esplanada, Fribourg, Suíça
- 2011-2015: Reabilitação do Pavilhão Dufour, Palácio de Versailles, França
- 2007-2015: Reabilitação e renovação das torres de Pont de Sèvres, Boulogne-Billancourt, França